# Eberhard Hilscher

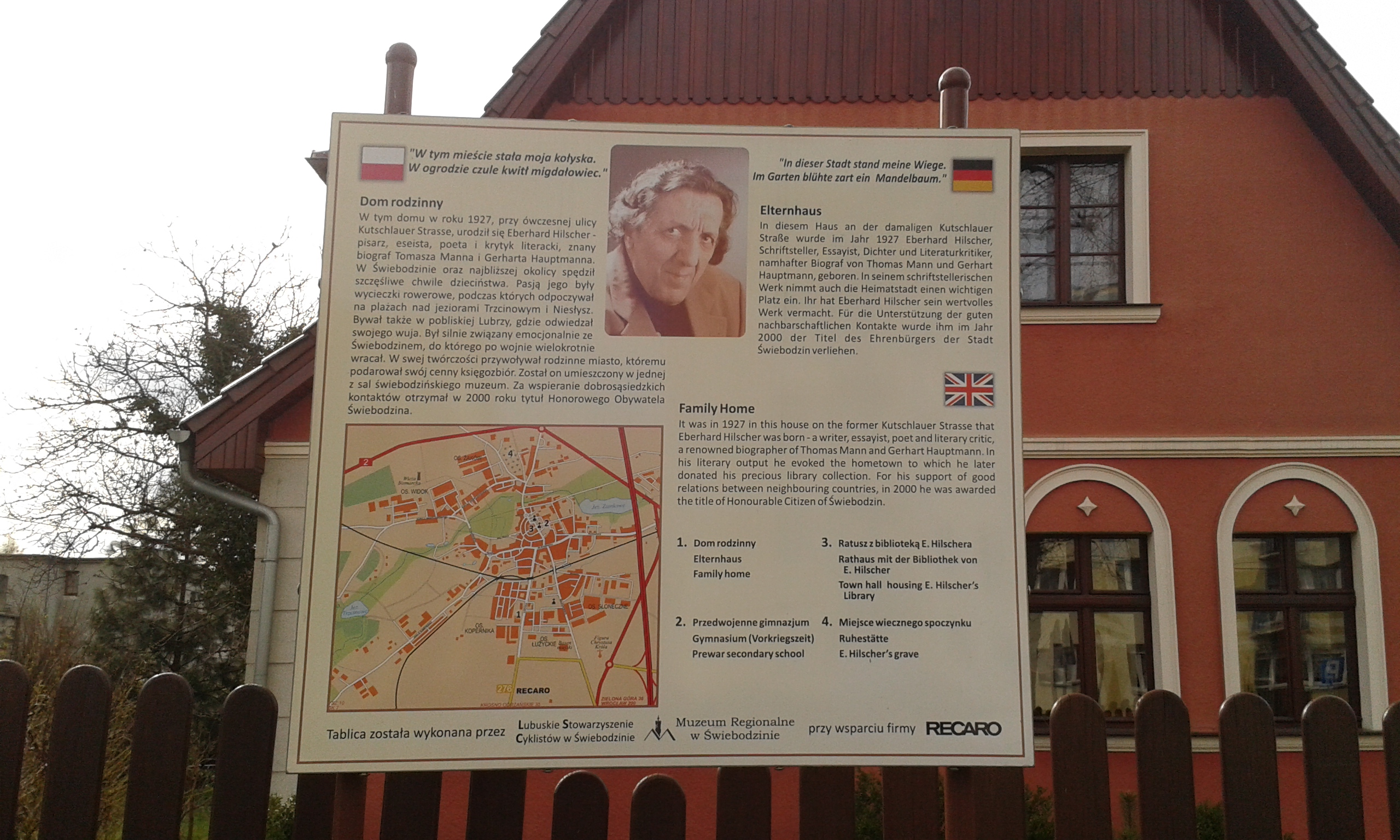
Eberhard Hilscher - Gedenktafel (Familienhaus in Hintergrund)

Eberhard Hilscher (* 28. April 1927 in Schwiebus; † 7. Dezember 2005 in Berlin) war ein deutscher Schriftsteller und Literaturwissenschaftler.

## Leben
Eberhard Hilscher wurde in Schwiebus in der Mark Brandenburg, dem heutigen polnischen Świebodzin, geboren. Er studierte an der Humboldt-Universität zu Berlin. Seit Anfang der 1950er Jahre war er als freischaffender Literaturwissenschaftler und Schriftsteller tätig.
Hohe Auflagen erzielten seine Monografien über Gerhart Hauptmann, Arnold Zweig und Thomas Mann. 1961 wurde er bekannt mit seiner ersten Novelle, der historischen Erzählung Feuerland ahoi! über Charles Darwin. 1962 erschienen seine Kurzgeschichten Die Entdeckung der Liebe unter anderem über Sokrates, Michelangelo, Immanuel Kant und Chopin. 1983 publizierte er sein bekanntestes Werk, den Roman Die Weltzeituhr, 1992 folgte der Roman Venus bezwingt den Vulkan, im Jahr 2000 der Band Dichtung und Gedanken. 30 Essays von Goethe bis Einstein.
In seinen letzten Lebensjahren arbeitete Hilscher an der Fortsetzung des Epochen-Romans Die Weltzeituhr, erschienen ist sie postum im Jahre 2008 unter dem Titel Glücksspieler und Spielverderber. Beide formal ungewöhnlich gestalteten Bücher spiegeln die deutsche Zeitgeschichte von 1928 bis zur Wiedervereinigung 1990 wider. Die Weltzeituhr schildert aus teils schelmischer, teils philosophischer Sicht die Entwicklung der DDR zu einem diktatorischen Staat, gegen den sich der Romanheld Guido Möglich als intellektuelles Genie zu behaupten weiß. Da Die Weltzeituhr ursprünglich nur zensiert erscheinen konnte, folgte 2017 im Mitteldeutschen Verlag (Halle) die „Ausgabe letzter Hand“ auf der Grundlage von Korrekturexemplaren des Autors und des Originalmanuskripts aus der Handschriftenabteilung der Staatsbibliothek zu Berlin – Preußischer Kulturbesitz, wo sein umfangreicher Nachlass verwahrt wird.
Eine Lyrik-Auswahl aus seinem Nachlass wurde 2023 in der Reihe Poesiealbum als Heft 382 veröffentlicht.
Ein Teil seiner literaturwissenschaftlichen und belletristischen Schriften wurde ins Russische, Ungarische, Japanische und Polnische übertragen.
2025 erschienen im Flur Verlag fünfzehn größtenteils unveröffentlichte Erzählungen des Autors unter dem Titel Rendezvous der Träumer, Narren und Verliebten, hrsg. und mit einem Nachwort von Volker Oesterreich. Hilscher schlägt in den zwischen 1961 und 1993 geschriebenen Erzählungen einen Bogen vom Leben in der DDR hin zu neuesten technischen und naturwissenschaftlichen Errungenschaften. So wird etwa in der bereits 1961 erschienenen Erzählung "Der Rezensionsautomat oder Die Schwarze Kunst der Buchkritik" schon das Thema Künstliche Intelligenz vorweggenommen. Weitere Themenbereiche sind Traum und Phantastik, die satirische Auseinandersetzung mit der DDR und der BRD sowie mit dem Literaturbetrieb.
Für sein Werk wurde Hilscher mit der Schiller-Ehrengabe in Weimar und einem Stipendium der Stiftung Preußische Seehandlung ausgezeichnet; im Jahr 2000 ernannte ihn der Magistrat der Stadt Świebodzin zum Ehrenbürger. Dort wurde er auch in einem Ehrengrab beigesetzt.

## Zitate
„Kritiker bescheinigten Hilscher, in seinen Arbeiten oftmals Poesie, Philosophie, Wissenschaft und Politik zu einer ‘ironisch inszenierten Weltschau’ zu verbinden.“ (APA/dpa vom 12. Dezember 2005)

## Werke

### Biografien
- Arnold Zweig. Leben und Werk. Berlin: Volk und Wissen 1987. ISBN 3-06-101187-0.
- Thomas Mann. Leben und Werk. Berlin: Volk und Wissen 1989. ISBN 3-06-102710-6.
- Gerhart Hauptmann. Leben und Werk. Komplett überarbeitete Neuedition. Berlin: Aufbau 1996. ISBN 3-7466-1158-X

### Prosa
- Feuerland ahoi! Mister Darwin macht eine Entdeckung. Leipzig: List 1961.
- Der Morgenstern oder die vier Verwandlungen eines Mannes, Walther von der Vogelweide genannt. Berlin: Verlag der Nation 1982. - Unter dem ursprünglich vom Autor gewünschten Titel Der Dichter und die Frauen erfolgte eine Neuausgabe. Berlin: Edition q 1992. ISBN 3-86124-129-3
- Die Entdeckung der Liebe. Historische Miniaturen. Berlin: Verlag der Nation 1983.
- Die Weltzeituhr. Roman einer Epoche. München: Goldmann 1987. ISBN 3-442-08660-4.
- Venus bezwingt den Vulkan. Berlin: Edition q 1992. ISBN 3-928024-72-8.
- Glücksspieler und Spielverderber. Mit einem Nachwort von Wolfgang Beutin. Stuttgart: Heinz 2008. ISBN 978-3-88099-427-0.
- Die Weltzeituhr. Roman einer Epoche. Unzensierte „Ausgabe letzter Hand“. Mit einem Nachwort von Volker Oesterreich. Halle: Mitteldeutscher Verlag 2017. ISBN 978-3-95462-780-6.
- Rendezvous der Träumer, Narren und Verliebten. Erzählungen. Hrsg. und mit einem Nachwort von Volker Oesterreich. Heidelberg: Flur Verlag 2025, 256 S. ISBN 978-3-98965-102-9

### Essays
- Poetische Weltbilder. Essays über Heinrich Mann, Thomas Mann, Hermann Hesse, Robert Musil und Lion Feuchtwanger. Berlin: Buchverlag Der Morgen 1977.
- Neue poetische Weltbilder. Essays: Gerhart Hauptmann, Heinrich Mann, Thomas Mann, Hermann Hesse, Robert Musil, Lion Feuchtwanger, Elias Canetti. Berlin: Edition q 1992. ISBN 3-928024-81-7.
- Dichtung und Gedanken. 30 Essays von Goethe bis Einstein. Stuttgart: Heinz 2000. ISBN 3-88099-398-X.

### Lyrik
- Poesiealbum 382 - Eberhard Hilscher. Auswahl: Volker Oesterreich; Bilder von Harald Metzkes. Wilhelmshorst: Märkischer Verlag Wilhelmshorst 2023. GTIN 978 3 943 708 82 0; ISSN 1865-5874.[4]

## Sekundärliteratur

### Wissenschaftliche Beiträge
- Grażyna Barbara Szewczyk (Hrsg.): Eberhard Hilscher (1927-2005). Schriftsteller und Forscher der deutschen Literatur. Pisarz i badacz literatury niemieckiej. Dokumentation der internationalen Konferenz, 3.–4. April 2009 in Katowice. Materiały z konferencji międzynarodowej – Katowice, 3.-4. April 2009. Świebodzin - Katowice: Muzeum Regionalne w Świebodzinie 2010, ISBN 978-83-922814-8-1.
- Anna Maria Adamczyk: Wagner, Chopin, Paganini … . In: Zbliżenia Polska – Niemcy/Zbliżenia literackie. Czasopismo Uniwersytetu Wrocławskiego, 1998, Nr. 3, S. 93–95.
- Anna Maria Adamczyk: Weder Montage noch Experiment? Vom literarischen Werk Eberhard Hilschers. In: Grucza, Franciszek (red.): Texte, Gegenstände germanistischer Forschung und Lehre. Materialien der Jahrestagung des Verbandes Polnischer Germanisten, 12.-14. Mai 2006. Toruń/Warszawa 2006.
- Rüdiger Bernhardt: Die Metamorphosen eines gelehrten Poeten. Eberhard Hilschers Romane, Erzählungen und Essays. In: Studia Niemcoznawcze, Band XXVI, Warszawa/Halle (Saale) 2003.
- Wolfgang Beutin: Aphrodites Wiederkehr. In: Beiträge zur Geschichte der erotischen Literatur von der Antike bis zur Neuzeit. Frankfurt am Main: Peter Lang Verlag 2005, S. 97–98.
- Malcolm Humble: Eberhard Hilscher’s Die Weltzeituhr. GDR literature without inhibitions. In: Robert Atkins & Martin Kane (Hrsg.): German Monitor. Retrospect and Review. Aspects of the Literature of the GDR 1976-1990. Amsterdam/Atlanta: Rodopi B.V. 1997, S. 197–208. ISBN 90-420-0145-3 & 90-420-0167-4.
- Lech Kolago (Hrsg.): E. Hilscher, Dichtung und Gedanken. In: Studia Niemcoznawcze/Studien zur Deutschkunde, Band XXII. Warszawa 2001, S. 728–729.
- Jerzy Piotr Majchrzak: Honorowy Obywatel. In: Suibusium felix … . Epizody z 700 lat dziejów Świebodzina i okolic. Świebodzin/Zielona Góra: Oficyna Omnibus 2001, S. 161–165. ISBN 83-915306-1-2.
- Harro Zimmermann: Eberhard Hilscher. In: Kritisches Lexikon zur deutschsprachigen Gegenwartsliteratur. München 2004 ff. Edition Text und Kritik. ISBN 978-3-96707-829-9.
- Izabela Taraszczuk: Eberhard Hilscher (1927–2005). Pisarz, poeta i znawca sztuk pięknych z dawnego Schwiebus. In: Zapisali się w dziejach Środkowego Nadodrza. Szkice biograficzne. Przemysław Bartkowiak, Jarosław Kuczer, Dawid Kotlarek (Hrsg.). Zielona Góra: Pro Libris 2009, S. 143–152. ISBN 978-83-88336-72-0.
- Izabela Taraszczuk: Eberhard Hilscher unter Neun Musen. In: Grażyna Barbara Szewczyk (Hrsg.): Eberhard Hilscher (1927-2005). Schriftsteller und Forscher der deutschen Literatur. Pisarz i badacz literatury niemieckiej. Dokumentation der internationalen Konferenz, 3.–4. April 2009 in Katowice. Materiały z konferencji międzynarodowej – Katowice, 3.–4. April 2009. Świebodzin - Katowice: Muzeum Regionalne w Świebodzinie 2010, S. 126–141. ISBN 978-83-922814-8-1.
- Nina Nowara-Matusik: Oblicza artystów - W kregu narracji Eberharda Hilschera. Kraków: Universitas 2016. ISBN 978-83-242-3051-8.
- Volker Oesterreich: Zwischen Anpassung und innerem Widerstand - Die literarischen Koordinaten des DDR-Schriftstellers Eberhard Hilscher. Heidelberg/Halle: Morio 2021. ISBN 978-3-945424-89-6.

### Übersetzungen
- Eberhard Hilscher: Meine Schwiebuser Verwandten und das polnische Mädchen. Erzählung und Gedichte. Moi świebodzińscy krewni i polska dziewczyna. Opowiadanie i wiersze. Ins Polnische übertragen von Grażyna Barbara Szewczyk & Jan Goczoł. Mitarbeit: Włodzimierz Zarzycki, Vorrede: Jerzy Piotr Majchrzak, Redaktion: Marek Nowacki. Świebodzin: Muzeum Regionalne 2002. ISBN 83-905943-6-6.
- Eberhard Hilscher: Miniatury. List miłosny do ludzkości. Vorwort: Grażyna Barbara Szewczyk. Ins Polnische übertragen von Grażyna Barbara Szewczyk & Zbigniew Feliszewski. Redaktion: Marek Nowacki. Świebodzin: Muzeum Regionalne 2010. ISBN 978-83-930179-5-9.

### Interviews, Zeitungsartikel
- Anneliese Löffler: Interview mit Eberhard Hilscher. In: Weimarer Beiträge. Zeitschrift für Literaturwissenschaft, Ästhetik und Kulturtheorie, Nr. 36(1990)6, S. 928–968.
- Sabine Küchler: Zwischentöne. Interview mit Eberhard Hilscher. Deutschlandfunk, Köln, 3. Februar 2002, Bandmitschnitt im Deutschen Literatur-Archiv Marbach.[5]
- Izabela Taraszczuk: Gerhart-Hauptmann-Biograph Eberhard Hilscher wäre dieses Jahr 85 Jahre alt geworden. In: Schlesien heute, Nr. 9/2012, Hrsg. vom Senfkorn Verlag Alfred Theisen, S. 57. ISSN 1436-5022. (Interview mit Witwe Ute Hilscher und Kurzbeitrag)